# 코크스

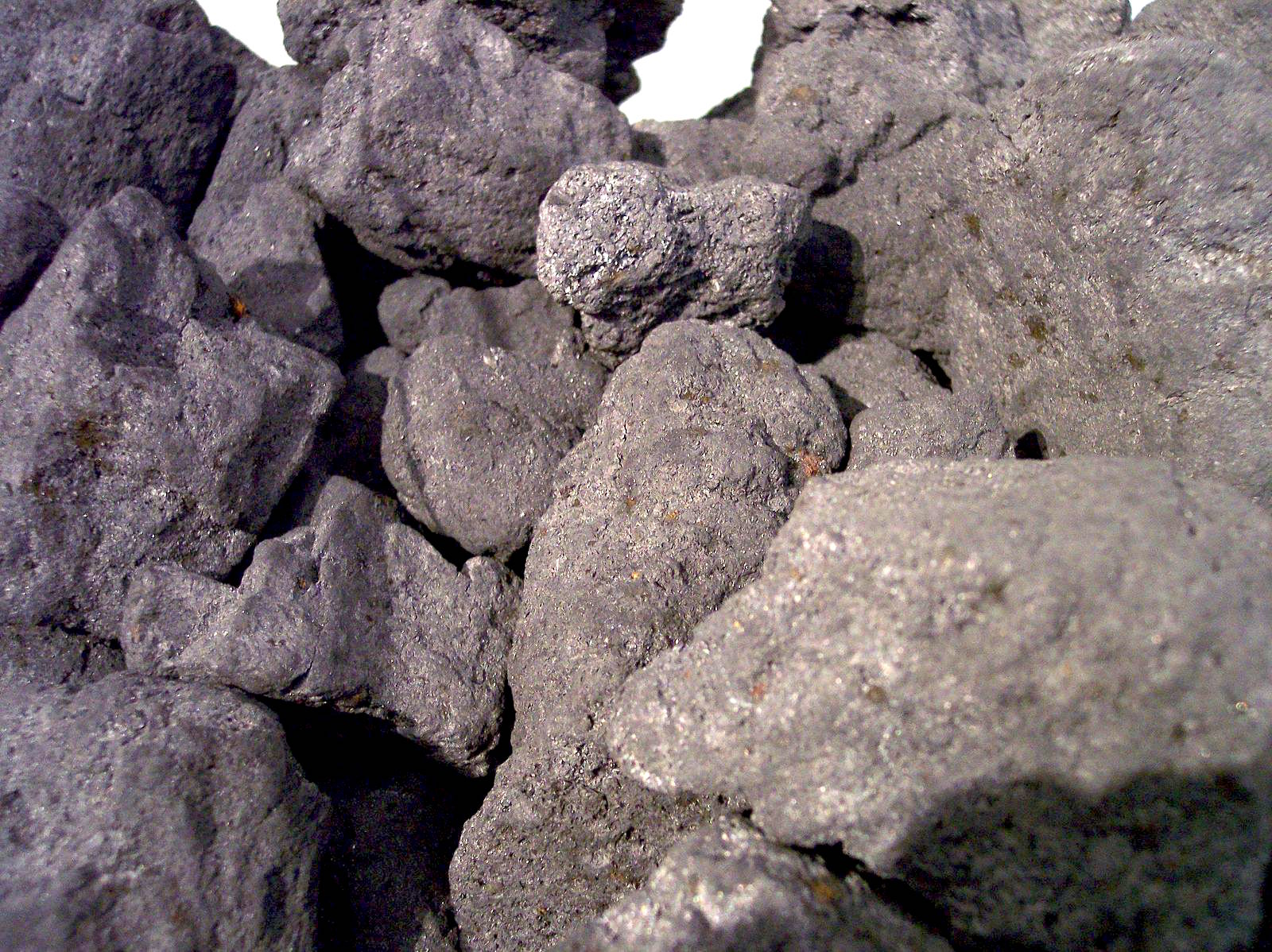

코크스(독일어: Koks, 영어: coke) 또는 골탄(骨炭), 해탄(骸炭)은 탄소 함량이 높고 불순물은 미량인 연료의 일종이다. 대개 석탄을 원료로 해서 만든다. 석탄에서 만들어진 코크스는 회색을 띠며 단단하고 다공성이다. 코크스는 자연적으로 만들어질 수도 있지만, 대개 사용되는 것들은 사람이 만든 것이다. 코크스는 산화되면 일산화탄소가 된다.

## 같이 보기
- 숯
- 석유코크스
- 열분해
- 타르